# Italia Reale – Stella e Corona
Italia Reale – Stella e Corona (česky Královská Itálie – hvězdy a koruna), dříve Monarchistická aliance (italsky Alleanza Monarchica), je italské monarchistické hnutí demokratického a konzervativního založení, navazující na odkaz italského národního obrození a vlastenectví. Bylo založeno v roce 1972 tehdejší menší skupinou odštěpenou od Italské demokratické strany Jednoty monarchie (PDIUM), která odmítla spojení s Italským sociálním hnutím G. Almiranteho, neboť považovala monarchistické principy za neslučitelné s politickým dědictvím fašismu.

## Vznik a vývoj strany
Politická historie monarchistů sahá do doby ústavního referenda v Itálii v roce 1946, kdy se stoupenci monarchie sjednotili v Italské monarchistické unii a založili – již zakrátko – Italskou demokratickou stranu (PDI) s jasným monarchistickým zaměřením.
Ta se po krátké době spojila s Italskou liberální stranou, monarchističtí veteráni založili Monarchistickou národní stranu (PNM), vedenou A. Covellim. PNM slavila svůj největší úspěch v roce 1957, kdy obsadila 56 křesel v italském parlamentu. Následný vývoj monarchistické myšlenky se konkretizoval v založení Lidové monarchistické strany (PMP) a promítl se do již zmíněné Italské demokratické strany Jednoty monarchie (PDIUM).
Hnutí Alleanza Monarchica Italiana se zrodilo v roce 1972, v opozici proti volbě PDIUM připojit se k Movimento Sociale Italiano, krajně pravicové straně, považované za politickou dědičku fašismu a především Italské sociální republiky vedené Mussolinim, na rozdíl od „Jižního království“ Viktora Emmanuela III., historické zkušenosti považované „disidentskými“ monarchisty za negativní.
AMI nadále využívala historické roajalistické noviny „Italia Reale“ pro šíření zpráv a začala se organizovat v některých italských městech a snažila se posílit svou konzistenci zejména po smrti bývalého krále Umberta II. v exilu.
Naopak smrt druhého jmenovaného, ke které došlo v roce 1983, představovala pro italské roajalisty těžkou ránu.

### Zrod Národní monarchistické aliance
Po sjednocení s jinými monarchistickými hnutími (Fert a UMI) změnilo hnutí v roce 1993 svůj název na Národní monarchistická aliance.
Avšak po zrodu strany Národní aliance, přesně z evoluce MSI, bylo rozhodnuto převzít jméno "Alleanza Monarchica – Stella e Corona", později Italia Reale - Stella e Corona.
Jejím národním tajemníkem je Massimo Mallucci; národním prezidentem je Roberto Vittucci Righini, zatímco tajemníkem hnutí mládeže „Stella e Corona – Giovani“ je v současnosti Paolo Ricciardi.

### Současnost
Strana má nyní kolem 3600 členů. V roce 2013 v komunálních volbách v hlavním městě získala zkratka 618 hlasů, což odpovídá 0,06 %.
Ve správních volbách v roce 2016 předložila Italia Reale – Stella e Corona své vlastní seznamy v provinciích Lecco (v Montevecchii, kde získala 3 % hlasů)  a Pavia (v Zenevredu, kde získala 6 % hlasů a tři místa v městské radě). Své kandidáty měla i v Římě, Casertě a Turíně.
Ve všeobecných volbách v roce 2018 se prezentovala v pěti volebních obvodech a vytvořila společný monarchistický a liberální seznam s Křesťanskými demokraty a Národním sdružením liberálních demokratů („Národní blok pro svobody“), sesbírali 3 628 hlasů (0,01 % na národní úrovni).
Ve všeobecných volbách v roce 2022 se Italia Reale účastnila společné listiny s hnutím Destre Unite, která je prezentována pouze v senátorském obvodu Emilia-Romagna.

## Ideologie
Hodnotové odkazy lze vysledovat až k parlamentní monarchii. V dynastické otázce podporuje Viktora Emanuela Savojského.
Strana věří, že panovník, v každém případě zastřešující v podstatě ceremoniální role, může efektivněji reprezentovat „živý symbol“ národní jednoty ve srovnání s prezidentem republiky pravidelně voleným parlamentem.